# ラテン語法
ラテン語法（ラテンごほう、Latinism）は、欧州の言語の、ラテン語の影響による諸種の表現、語彙をいう語。多義的に用いられ、具体的に何をさすかは文脈による。
- ラテン語からの借用語
- ラテン語の単語・成句の直訳、カルク
- ラテン語の文法的な規則を別の言語で部分的にまねること
- ラテン語を意識してラテン語に近づけて書かれた、（同時代の文章の中で）それほど見かけないつづり
- キケローの演説文のような、修辞法を駆使した長い文を好んで使うこと

などがある。